# 盖罗尔斯海姆
盖罗尔斯海姆是德国莱茵兰-普法尔茨州的一个市镇。总面积4.81平方公里，总人口1668人，其中男性833人，女性835人（2011年12月31日），人口密度347人/平方公里。